# Battle of the Bastards
"Battle of the Bastards" (på svenska: "Oäktingarnas slag") är det nionde avsnittet av säsong sex av HBO:s fantasyserie Game of Thrones och det femtionionde avsnittet totalt. Avsnittet skrevs av David Benioff och D.B. Weiss, och regisserades av Miguel Sapochnik.